# Ždánice (okres Kolín)
Ždánice jsou obec v katastrálním území Ždánice u Kouřimi, v okrese Kolín asi 20 km západně od Kolína a 5 km od Kouřimi. Žije v nich 367 obyvatel, katastrální území měří 10,52 km² a stojí v něm také samota Běšínov. V roce 2011 zde bylo evidováno 160 adres.
Obec vznikla v blízkosti slovanského hradiště, které leželo na temeni Ždánického vrchu. Jediným viditelným pozůstatkem zaniklého středověkého osídlení v těchto místech je kostel svatého Havla, zvaný Na Poušti. Pravděpodobně ve 14. století byla osada v okolí kostela opuštěna, a centrum osídlení se z neznámých důvodů přesunulo do prostoru dnešní vesnice. Obec Ždánice patřila do majetku kláštera cisterciáků v Sedlci, poté do majetku téhož řádu v Klášterní Skalici. V roce 1452 vesnici získalo město Kouřim až do roku 1623, kdy byly Ždánice odkoupeny knížetem Karlem z Lichtenštejna, a připojeny k černokosteleckému panství, jehož součástí byly až do zrušení poddanství v roce 1848. Obec se rozkládá okolo rybníka a podél silnice ve směru Praha – Kutná Hora. Všechny kulturní památky Ždánic se nacházejí přibližně 0,5 km západně od obce na úpatí Ždánického vrchu. Jedná se o kostel svatého Havla, bývalý památník Antonína Švehly a ždánické hradiště.

## Název
Jméno Ždánice se odvozuje od osobního jména zakladatele Ždán ve významu ves lidí Ždánových neboli Ždániců. V historických pramenech se název objevuje ve tvarech: Sdanicz (1305), Zdanycz (1352–1385), Czedlicz (1358), Sdyanycz (1405), Zdanice (1562, 1654), Zdanicz (1788), Ždánitz nebo Zdanitz (1844) a Ždanice (1848).

## Historie
Zdejší kraj se stal sídlem kmene Zličanů. Vládli území po pravém břehu Vltavy, a to od Prahy až na východ země. Osídlili Kolínsko a Kouřimsko. Hlavním střediskem kmenového knížectví se stala Stará Kouřim. V první polovině 10. století se i v této oblasti projevovaly mocenské spory mezi jednotlivými slovanskými kmeny. Legendární podoby nabyl střet kouřimského knížete Radslava s pražským knížetem svatým Václavem, k němuž mělo dojít kolem roku 930 u Štolmíře nebo Přistoupimi. K výrazné porážce zdejších knížat však patrně došlo až v roce 936, kdy přemyslovský kníže Boleslav I. dobyl kouřimské hradiště.Další hradiště se nalézala v Hryzelích, v Doubravčanech, Tismicích, Přistoupimi a Klučově. Nelze přesně určit, kdy byla ves Ždánice založena. Pravděpodobně v 9. nebo v 10. století jako podhradí staroslovanského hradu, jehož zbytky dvojitých valů lze dodnes spatřit na kopci zvaném Panák (Ždáňák). Při budování obchvatové silnice byla nalezena raně středověká keramika z 9.–10. století. Z katastru obce pocházejí rovněž dva nálezy ojedinělých žárových hrobů, jejichž detailní podoba a vzájemná souvislost nejsou zřejmé. V první urně, objevené již v 19. století, se vedle spálených lidských kůstek nalézal i spálený kostěný hřeben. Druhá urna, nalezená v roce 1936, byla překryta mísou.

### Středověk
Ve 13. století daroval ves Ždánici i s příslušenstvím král Přemysl Otakar II. cisterciáckému klášteru v Sedlci u Kutné Hory, což je první písemná zpráva o obci. Král Václav II. 17. července 1305 tento dar potvrdil. Roku 1344 dal král Jan Lucemburský hrad Kostelec nad Černými lesy výměnou za Náchod panu Ješkovi z Náchoda a jeho synovi. Za vlády Karla IV. vlastnil Ždánice Ješek, který je prodal Dětřichu z Portic, biskupu mindenskému. V roce 1357 se Dětřich rozhodl založit cisterciácký klášter ve Skalici, později zvané Klášterní. Několik let nato byl zvolen arcibiskupem magdeburským a z Čech natrvalo odešel. Základní kámen kláštera byl položen 13. října 1357 a slavnosti se zúčastnil sám císař Karel IV. Ves byla roku 1357 společně s dalšími statky darována nově založenému klášteru v Klášterní Skalici.
V dubnu 1421 obsadili a dobyli klášter pražští husité a lze předpokládat, že tehdy bylo zničeno i skalické opatství. Klášterní statky připadly Kouřimi. Po husitských válkách daroval císař Zikmund ves Ždánice Volfratovi z Radimi jako odměnu za válečné služby. Roku 1452 připsal král Jiří z Poděbrad ves Ždánice městu Kouřim. Měšťané si ze Ždánic do Kouřimi postavili vodovod.

### Po bitvě na Bílé hoře
Roku 1620 propadlo všemi svými statky město Kouřim a tak i ves Ždánice s lesy a tři rybníčky královské komoře. Roku 1623 koupil ves kníže Karel z Lichtenštejna a připojil ji ke kosteleckému panství. Během třicetileté války roku 1637 bylo ve vsi 12 osedlých. Po třicetileté válce se roku 1654 popisuje stav v berní rule takto: 13 sedláků, 3 chalupníci, 2 zahradníci.
Třicetiletá válka zpustošila zdejší kraj, některé obce byly vypáleny jako např. Tismice, Plaňany, Liblice nebo Přistoupim. Ždánice, tehdy ještě celé ukryté v údolí, měly štěstí, a zůstaly válečné zhouby ušetřeny.

### 18. století

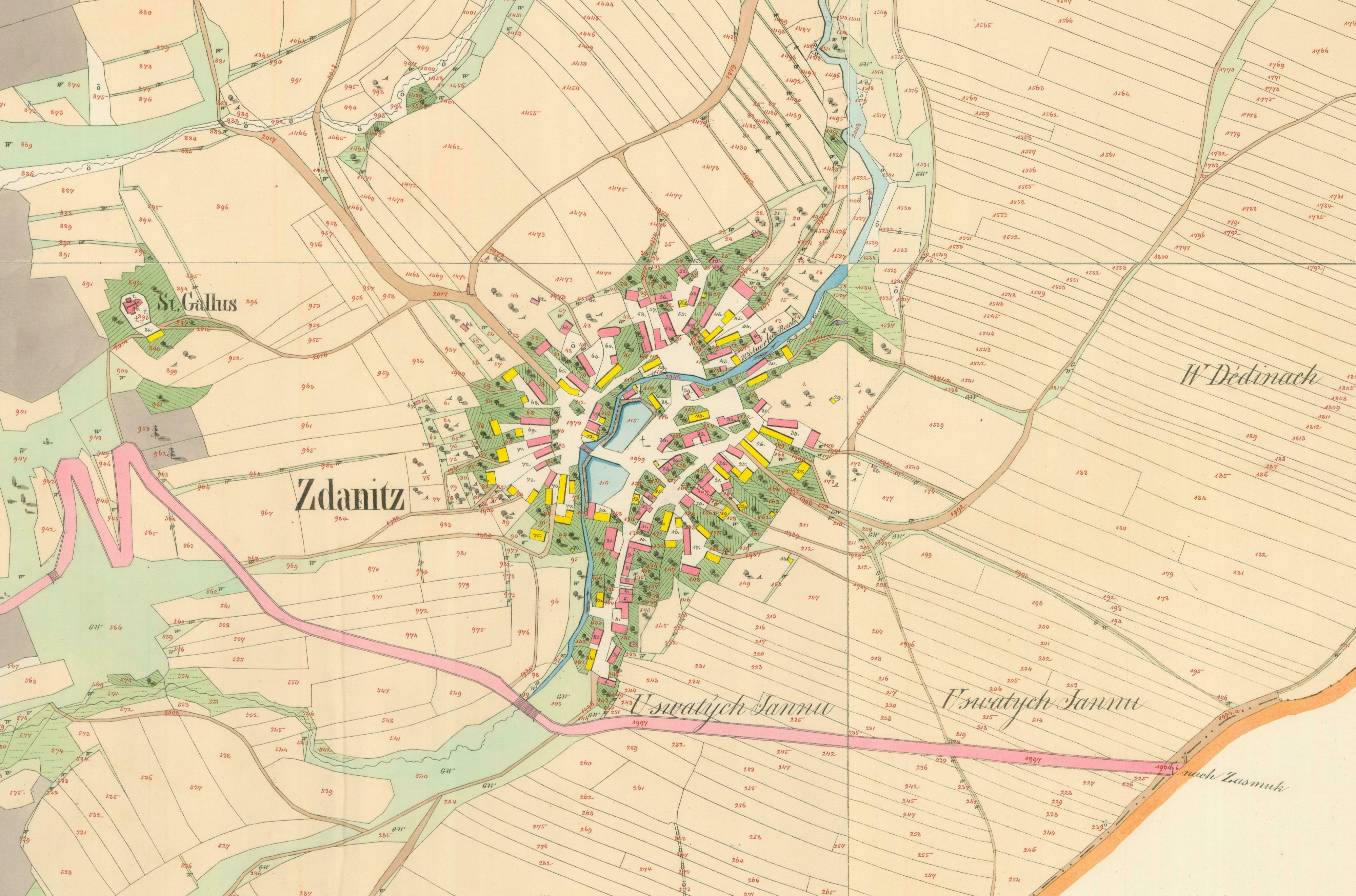
Ždánice na císařském otisku mapy Stabilního katastru z roku 1841

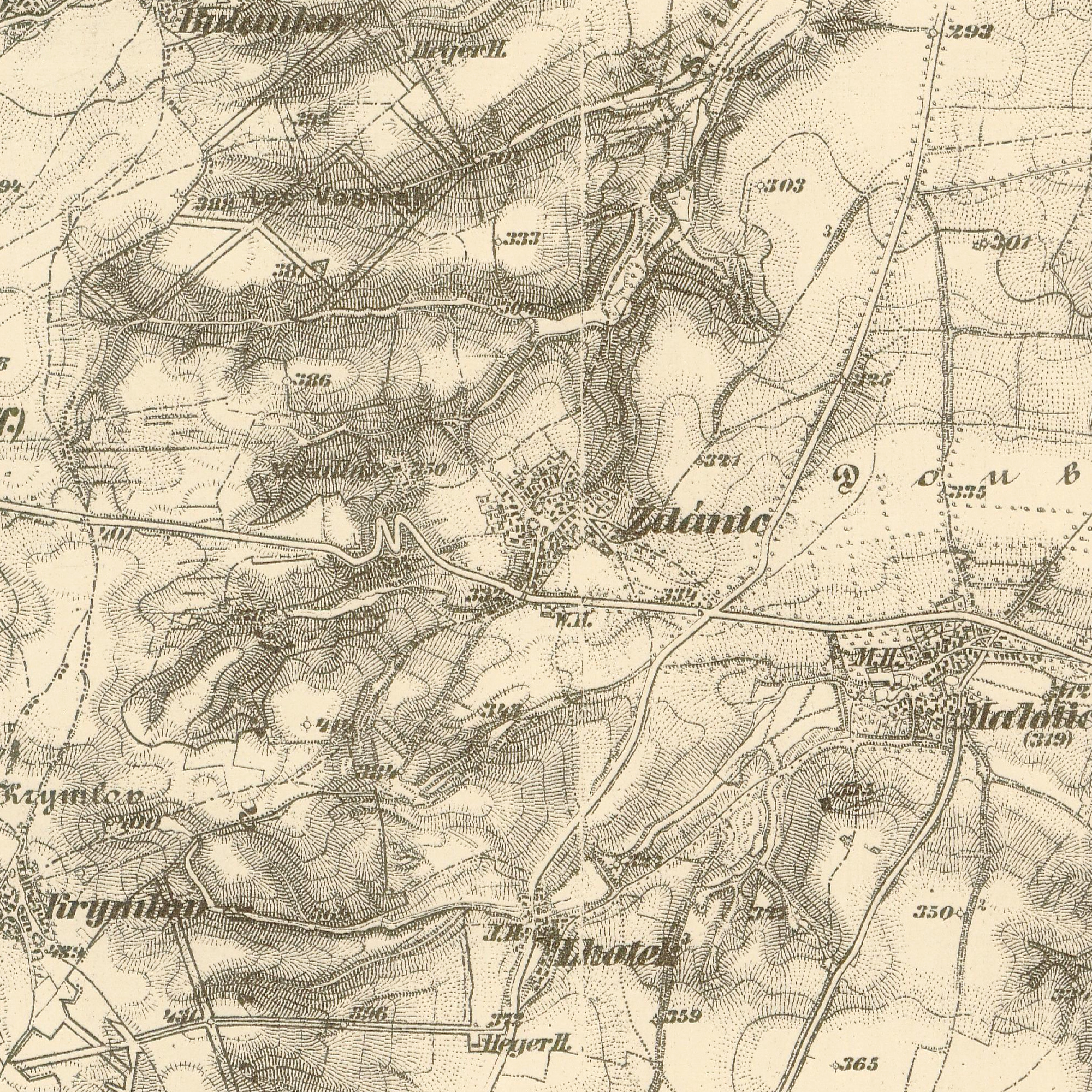
Ždánice na mapě třetího vojenského mapování

Od roku 1730 připadla ves k plaňanskému panství. Roku 1740 se stavěla nová silnice Praha–Kolín, která vedla přes Plaňany. Jelikož Ždánice patřily k plaňanskému panství, museli zdejší poddaní robotovat na stavbě.
Roku 1770 probíhalo za vlády Marie Terezie sčítání lidu a číslování budov. Roku 1775 se vzbouřili sedláci na Kostelecku, vyjednávali úlevu na robotě. Do roku 1800 bylo v obci 51 popisných čísel.

### 19. století
V letech 1800–1824 se obec rozšířila na 60 čísel popisných. V roce 1848 bylo spočteno 524 obyvatel v 63 číslech popisných, průměrně bydlelo 8–9 lidí v jednom domě. Roku 1877 byla postavena nová škola.
Rozhodující bitva mezi Rakouskem-Uherskem a Pruskem, která se konala roku 1866 u Hradce Králové, skončila porážkou Rakouska. Obyvatelé Ždánic se báli vpádu pruských vojsk a rozkrádání majetku, proto se rozhodli ukrýt v blízkých lesích, vzali s sebou koně i dobytek. Nejprve vjeli do Ždánic pruští červení husaři po nich přišla pěchota v modrých uniformách. Vojáci měli dostatek zásob, proto nemuseli nikomu nic zabavovat, a lidé se mohli bezpečně vrátit z okolních lesů domů. Armáda se na nějaký čas ubytovala ve Ždánicích, plukovní štáb u Kurelů v čp. 21, u Voseckých byla vojenská káznice. K místním obyvatelům se vojáci chovali vcelku slušně, jak uvádějí záznamy v kronice.
Konec 19. století a první polovina 20. století byly ve znamení rozkvětu obce. Proběhla zde elektrifikace, stavba vodovodu, obec měla vlastní školu. V roce 1932 bylo v obci 568 obyvatel, autodoprava, biograf Sokol, Sokol, 2 hostince, 2 kováři, 2 krejčí, 2 obuvníci, pila, řezník, 4 obchody se smíšeným zbožím, švadlena, trafika, 2 truhláři, velkostatek.

### 20. století

#### První světová válka

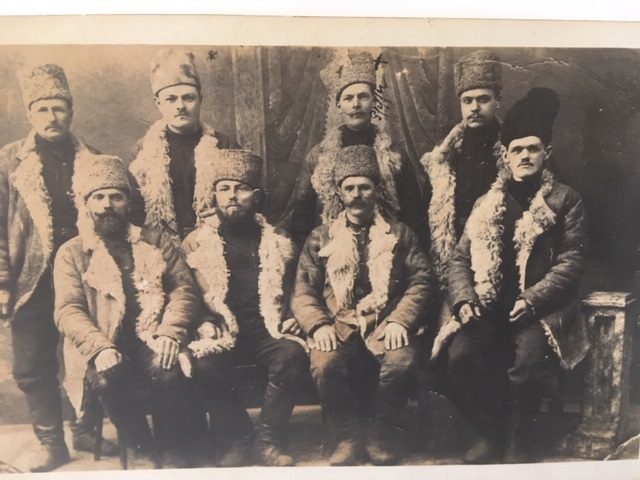
Legionáři ze Ždánic na Sibiři v roce 1920

Ždánický kronikář zmiňuje odkaz na článek v časopise Moravská Orlice, který vyšel v polovině července roku 1914. Cituje totiž francouzské noviny z 15. září 1912, kde prohlásil jeden vysoce postavený zednář o rakouském následníku trůnu: „Je to zdatný chlapík. Škoda, že je odsouzen. Zemře na stupních trůnu.“ Tato předpověď se 28. června 1914 vyplnila. Vypukla první světová válka a všichni schopní muži ve věku 18–50 let museli na frontu.
Ze Ždánic muselo narukovat 24 svobodných mladíků a 26 ženatých. Bohuslav Kulhavý, Jaroslav Nehasil, Václav Kosina, Václav Pokorný, Josef Křivan, Antonín Vomáčka, Josef Piták, Jan Kubelka a Josef Sýkora padli do ruského zajetí, někteří z nich se vrátili jako ruští legionáři. Kronika uvádí, že František Paděra byl zajat na italské frontě a stal se italským legionářem. První světová válka si vyžádala ze Ždánic minimálně deset obětí. Ti, co přežili, vrátili se ranění a nemocní. Václav Holub a Jan Zedník byly během války převezeni a pohřbeni na místním hřbitově.
K válečným účelům se zabavovaly zvony, zdejší obětí se stal zvon z kostela sv. Havla zvaný Markyta a zvon na zvoničce.

#### 1918–1932
Dne 20. dubna roku 1922 byl slavnostně odhalen pomník padlých postavený u státní silnice při pěšince vedoucí ke Lhotkám. Pomník představuje lva, který tiskne dvouhlavého orla. Roku 1923 proběhla elektrifikace obce, roku 1924 pak výstavba sokolovny. V roce 1927 se v obci nacházelo 115 čísel a 565 obyvatel. Rok 1929 byl ve znamení výstavby místního vodovodu.
V roce 1932 bylo v obci 568 obyvatel a byly evidovány tyto živnosti a obchody: autodoprava, biograf Sokol, 2 hostince, 2 kováři, 2 krejčí, 2 obuvníci, pila, řezník, 4 obchody se smíšeným zbožím, švadlena, trafika, 2 truhláři, velkostatek.
V místní sokolovně se pravidelně hrála divadelní představení.

#### Moderní dějiny

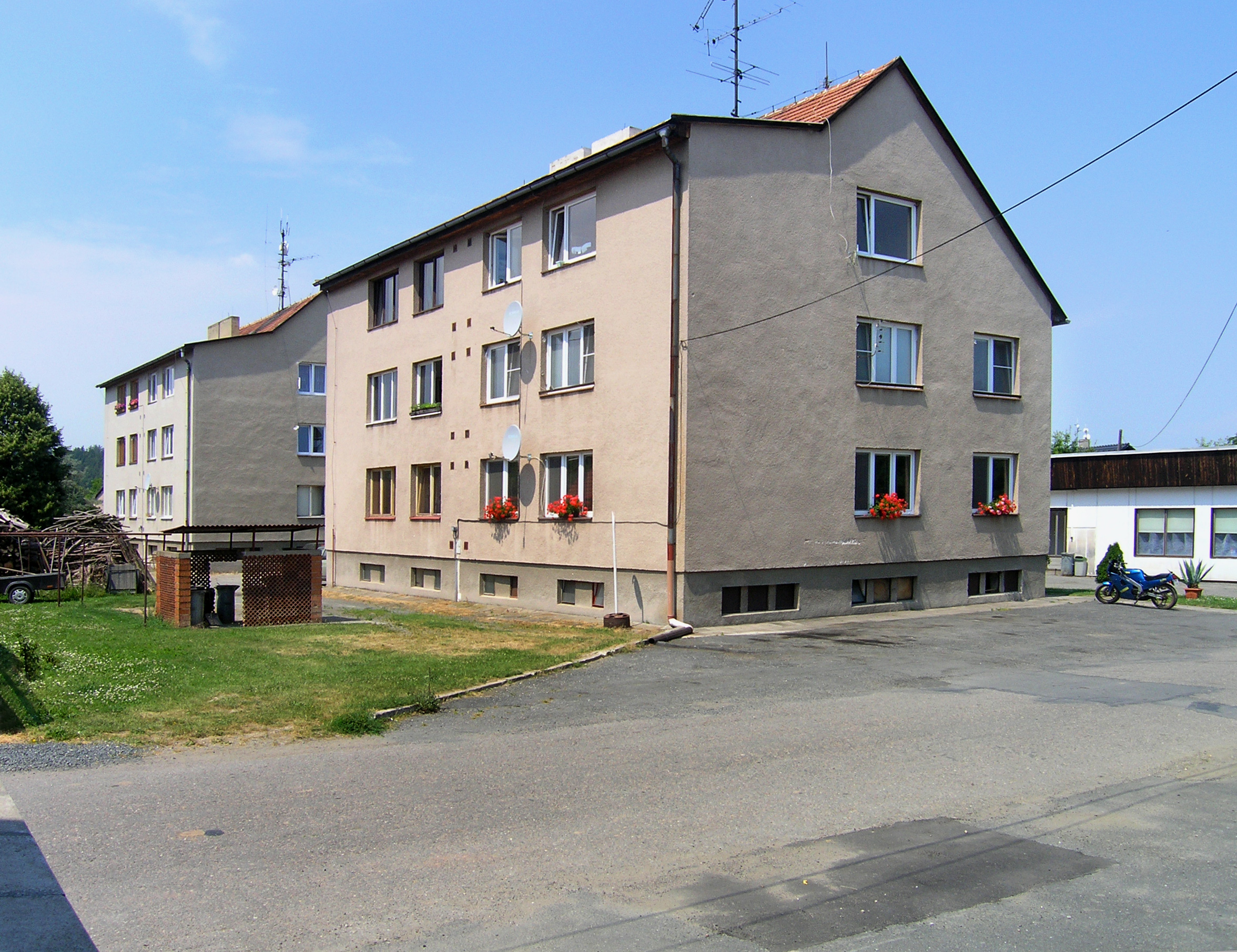
Bytové domy ve vesnici

Těsně před koncem druhé světové války, na jaře 1945, museli všichni mladí zemědělci na frontu kopat zákopy pro ustupující německou armádu. Ze Ždánic byli vysláni do Rakouska.
V roce 1946 byl Švehlův památník přetvořen na památník obětem druhé světové války a 6. července odhalen. Byl věnován lidem, kteří zahynuli za okupace, na popravištích nebo v plynových komorách.
V padesátých letech 20. století probíhala na venkově kolektivizace, znárodňování a zakládala se jednotná zemědělská družstva. Ve Ždánicích vzniklo JZD 1. ledna 1953.
V roce 1952 přebíral místní národní výbor statky do své správy. Kromě tří malozemědělců postupně vstoupila celá obec. Obec také předala do správy JZD veškeré své pozemky, pastviny a sady.
V první polovině roku 1980 byla dokončena stavba nové šesti bytovky a v závěru roku druhé. V roce 1982 se vedly spory o přemístění památníku obětí fašismu do Kolína. Z památníku byla odstraněna jména padlých a zároveň změněn nápis na oblouku. Původní nápis: „Vám, kdož jste pro vlast trpěli a umírali, z vděčnosti národa na paměť a k výstraze.“ byl změněn na „Obětem fašismu a padlým bojovníkům v boji za svobodu 1938–1945.“
Po roce 1989 se obec navrátila ke kulturnímu životu, který byl do druhé světové války běžnou součástí místních zvyků. Pravidelně se pořádají kulturní akce pro občany: karneval, dětský den, mikulášská nadílka, rozsvěcení vánočního stromu, pálení čarodějnic, na místním hřišti se konají fotbalová utkání. V letech 2014–2015 proběhla v obci výstavba tlakové kanalizace.

## Přírodní poměry
Obec Ždánice se nachází v kolínském okrese zhruba 30 kilometrů východně od Prahy a 20 kilometrů na západ od Kolína při hlavní silnici vedoucí z Prahy do Kutné Hory. Ždánice leží na úpatí návrší, které odděluje Českobrodsko a Černokostelecko od Kouřimska. Nade vsí vystupuje vrch Ždáňák (častěji používané: Panák), na jehož vrcholku je postaven monumentální žulový památník ve tvaru podkovy. Starší část obce se rozkládá po obou březích potoka Oharky, který vyvěrá v lese nad obcí a v Kouřimi se vlévá do potoka Výrovky. Uprostřed vsi je nevelký rybník napájený ze dvou studánek.
V katastru obce je na povrchu země červinka a pod ní opuka, v níž se na některých místech nacházejí zkameněliny. Na severním okraji katastru jsou pod ornicí mohutné vrstvy písku. V západní části katastru se nachází červená žula břidličnatá a v kopci nad obcí slepenec červené ruly. Opuka sloužila obyvatelstvu obce jako dobrý stavební materiál. Donedávna se těžil i písek v malé pískovně za vsí. Nedaleko pískovny se nachází rybník sv. Prokopa, u kterého se nachází část Ovocné stezky. Nadmořská výška se v obci pohybuje okolo 320 metrů, kostel leží v nadmořské výšce 350 metrů. Nejnižší místo katastru se nachází ve výšce 280 metrů při hranicích toušického katastru. Nejvyšší místo dosahuje výšky 400 metrů na vrcholu kopce Ždáňáku.
Výměra Ždánic je 1051 ha, z toho je 213 ha lesa, 793 ha zemědělské půdy a 7 ha zastavěných ploch, ostatní je půda neplodná, cesty a rybník. Ždánický katastr sousedí na severu s katastrem kouřimským, na východu s toušickým a doubravčanským, na jihu s malotickým katastrem a na západě přiléhá ke katastru obcí Krymlov a Oleška.

### Geomorfologie
Kouřimská tabule je geomorfologický okrsek ve střední a jihovýchodní části Českobrodské tabule ležící v okresech Kolín a Nymburk ve Středočeském kraji. Okrsek Kouřimská tabule (dle značení Jaromíra Demka VIB–3E–4) náleží do celku Středolabská tabule a podcelku Českobrodská tabule. Dále se člení na geomorfologické části Chrásteckou na severu a Malotickou na jihu.
Tabule sousedí s dalšími okrsky Středolabské tabule (Čelákovická pahorkatina na severozápadě, Sadská rovina na severu, Kolínská tabule na východě, Bylanská pahorkatina na západě) a s celky Benešovská pahorkatina na západě a Hornosázavská pahorkatina na jihovýchodě.

## Územněsprávní začlenění
Dějiny územněsprávního začleňování zahrnují období od roku 1850. V chronologickém přehledu je uvedena územně administrativní příslušnost obce v roce, kdy ke změně došlo:
- 1850 země česká, kraj Pardubice, politický okres Kolín, soudní okres Kouřim[14]
- 1855 země česká, kraj Čáslav, soudní okres Kouřim
- 1868 země česká, politický okres Kolín, soudní okres Kouřim
- 1939 země česká, Oberlandrat Kolín, politický okres Kolín, soudní okres Kouřim[15]
- 1942 země česká, Oberlandrat Praha, politický okres Kolín, soudní okres Kouřim[16]
- 1945 země česká, správní okres Kolín, soudní okres Kouřim[17]
- 1949 Pražský kraj, okres Kolín[18]
- 1960 Středočeský kraj, okres Kolín
- 2003 Středočeský kraj, obec s rozšířenou působností Kolín

## Sadařství
Ždánice jsou obklopeny ovocnými sady, ale ovocnářská tradice nesahá hlouběji do minulosti, jejich zakládání spadá většinou do druhé poloviny 20. století. Jako v jiných vesnicích na Kouřimsku i ve Ždánicích zde na jednotlivé selské a chalupnické usedlosti navazovaly menší či středně velké zahrady s výsadbami ovocných stromů. Rozlehlejší ovocný sad, který byl v minulosti v majetku záduší a ve správě vrchnosti, obklopoval o samotě stojící kostel svatého Havla se hřbitovem. Pole v okolí vesnice byla vesměs využívána k pěstování obilí, nacházely se zde i louky, pastviny a poměrně rozsáhlé lesní porosty.

## Doprava
Obcí prochází silnice I/2 v úseku Říčany – Kutná Hora a silnice II/334 v úseku Kouřim – Horní Kruty. Dále zde vedou silnice III. třídy III/33324 ze silnice I/2 na Krymlov a III/33326 Malotice–Toušice.
V obci má zastávku několik linek PID a SID: 381, 382, 387, 421, 959. Železniční trať ani stanice na území obce nejsou.

## Pamětihodnosti

### Kostel svatého Havla

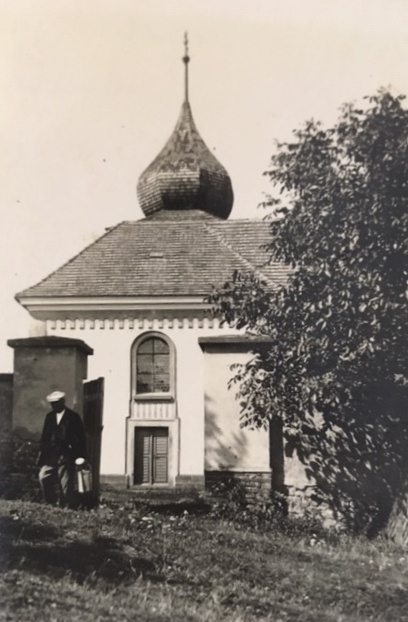
Kostel svatého Havla na historickém snímku

Filiální kostel svatého Havla býval ve 14. století farním, podací právo k němu vykonával klášter Skalický, jemuž Ždánice náležely. V 16. století zde působili utrakvističtí faráři. Z nich byl znám pouze Ondřej z Rokycan, který byl nejprve vikářem v Kouřimi, ve Ždánicích byl farářem kolem roku 1520. V roce 1677 byl doložen pobyt poustevníka. Později zde fara zanikla a kostel náležel do roku 1787 k chrámu v Krůtech, potom byl přidělen k Maloticím. Roku 1879 zchátral tak, že musel být pro veřejnost uzavřen. V letech 1888–1890 byl opraven a přestavěn do současné podoby. Vnitřní zařízení dostal až v roce 1890. Opravený kostel byl pak dne 14. září 1890 o svátku Panny Marie od vikáře Antonína Dlaska, děkana v Kouřimi, u přítomnosti 10 kněží z okolí a velikého počtu věřících benedikován.  . Oprava věže proběhla v roce 1903. Jedná se o jednolodní obdélný kostel s trojboce uzavřeným presbytářem. Po severní straně přiléhá hranolová věž postavená z opukového lomového kamene a zakončená cibulovitou střechou krytou šindelem. Vrchol věže zdobí dvojitý železný kříž a v přízemí se nachází sakristie. Okna jsou obdélná, půlkruhově uzavřená. Loď i presbytář jsou kryty zrcadlovým stropem, prostor odděluje triumfální půlkruhový oblouk. Hlavní oltář byl od řezbáře J. Stoklasy st. z Jičína a měl uprostřed obraz svatého Havla od Ludvíka Bernarda. Po stranách se původně nacházely sochy sv. Petra a Pavla z roku 1761 snad od řezbáře J. Clema z Prahy.
Do současnosti se dochovala dřevěná kazatelna umístěná při levé straně triumfálního oblouku, kruchta s varhany z roku 1891 a zpovědnice. V pamětní knize obce Ždánice lze dohledat, že interiér kostela býval mnohem bohatší: na oltáři se nacházelo 12 pozlacených svícnů, na stěnách obrazy Panny Marie a sv. Josefa, ze stropu visel osmiramenný mosazný lustr a na jižní stěně kostela byla zavěšena skříň se soškou Panny Marie, kterou nosily družičky na pouť do Staré Boleslavi. Ve věži byly před první světovou válkou ještě 2 větší zvony a jeden malý tzv. klekáníček. Zachoval se pouze větší zvon "Marie", zhotovený roku 1685 mladoboleslavským zvonařem Janem Pricqueiem (rovněž autor zvonů v Kouřimi). Na zvonu jsou reliéfy korunované Panny Marie s malým Ježíšem, Panna Maria se sv. Janem Evangelistou, postava svatého Havla a český nápis: LETA PANE 1685 TENTO ZWON GEST SLYTY KE SZTI A CHWALE BOZI A BLAHOSLAWENE MARYGI A S(WATEHO) HAWLA / ZA SPRAWY KOSTELNIKV TOTIZ WACLAWA WOSECKYHO A PAWLA KLYMI OBAUCH SOUSEDU / I(OANNES) P(RICQUEY) W.
Kostel má jednoduchou fasádu s nárožními lizénami a obloučkovým vlysem pod střešní římsou. Dnes filiální kostel spadá pod správu Římskokatolické farnosti Kostelec nad Černými lesy Kolínského vikariátu.

### Pomník Antonína Švehly, památník druhé světové války

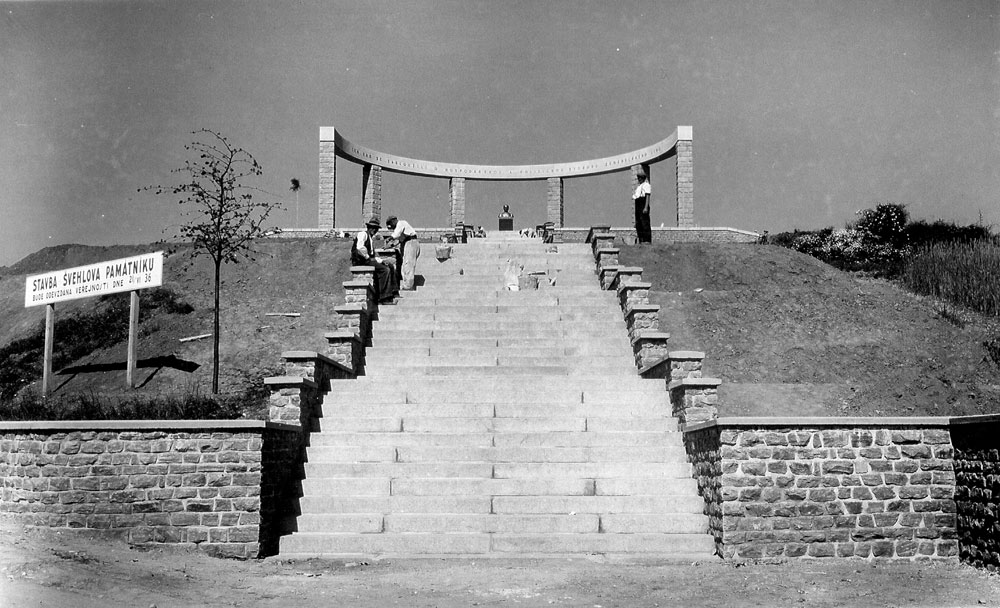
Dostavba památníku Antonína Švehly, 1936

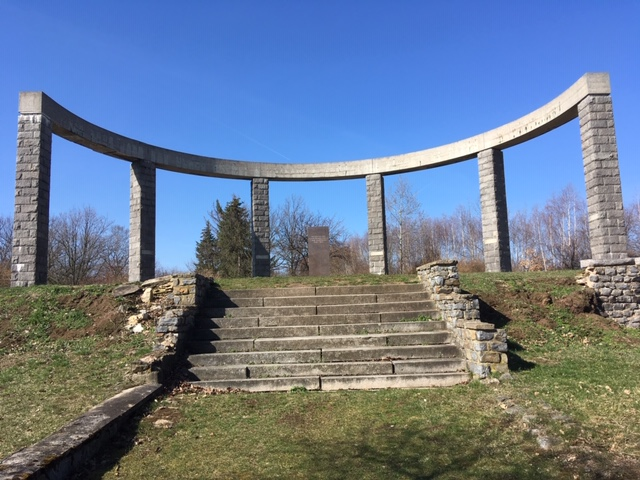
Pomník Antonína Švehly, Památník obětem druhé světové války, 2019

Roku 1844 byl vztyčen na vrcholu kopce 13 m vysoký sloup z pískovcových kvádrů jako upomínka na robotu, kdy zdejší nevolníci dokončili císařskou silnici Praha-Kutná hora. Roku 1935 dorost zdejší agrární mládeže dal popud k výstavbě památníku nejpřednějšímu politiku strany, Antonínu Švehlovi. Na svatého Václava téhož roku byl položen základní kámen, následujícího roku pomník předán veřejnosti. Pomník byl postaven z dobrovolných sbírek a příspěvků hospodářských záložen, práci provedli zdarma zdejší lidé. Autorem projektu byl Otakar Koutský, busta je od akademického sochaře Cyrila Zatloukala, žáka profesora Kafky. Železobetonový polokruh dlouhý 25 m byl nesen šesti žulovými sloupy a nesl nápis: TĚM, KDO SE ZASLOUŽILI O HOSPODÁŘSKOU A POLITICKOU SVOBODU ZEMĚDĚLSKÉHO LIDU. Na každém sloupu byla bronzová destička se jménem zasloužilého činovníka strany a Švehlova spolupracovníka. Z Kouřimska pocházeli Jan Antonín a Adolf Prokůpek, dále Stanislav Kubr, Alfons Šťastný, Otakar Srdínko, Bohumír Bradáč. Ve středu pomníku stál dvoumetrový blok z leštěné žuly se Švehlovou bustou. Odhalení se zúčastnilo na 5 tisíc lidí v čele s předsedou sněmovny Malypetrem a ministry Zadinou, Černým a Beranem. Roku 1939 pomník Němci zrušili, busta a mosazné destičky se jmény zmizely. Sochař Zapletal strávil 6 let v nacistických a koncentračních táborech. Roku 1945 byl památník přejmenován na Památník obětí fašismu Kolínska, Českobrodska a Kouřimska. Jména obětí pak byla vytesána do žulového obelisku. Roku 1948 byla jména odstraněna, protože obsahovala i židovské oběti nacismu. V letech 1978–1982 se snažil okresní národní výbor Kolín o zrušení celého památníku, protože nereprezentoval dělnické hnutí. Tomu se Ždáničtí vzepřeli a zrušení nedopustili. Roku 1989 byl památník obcí Ždánice pietně upraven. Památník dnes symbolizuje pohnuté události 20. století.

### Hradiště na ždánickém kopci
Na okraji planiny klesající od východu ke vsi se v poloze Na Hradišťatech (též Na Šancích) nalézá hradiště. Jednalo se patrně o jednodílný objekt o výměře zhruba 10 hektarů, původně snad po celém obvodu opevněný zdvojeným valem a příkopem. Většina opevnění byla zničena již v 19. století. Jeho stopy byly ověřeny geofyzikálním měřením při archeogeofyzikálním měření pod vedením RNDr. Romana Křivánka (1998-2000). Nejlépe se dochovalo opevnění ve dvou liniích na zalesněném jižním a jihozápadním svahu. Hradiště dosud nebylo archeologicky zkoumáno, chybějí přesvědčivé doklady o jeho datování.
Centrální funkce hradiska kouřimského, zasahujícího svou pravomocí jistě do širokého okolí k terénnímu zlomu ždánicko-lipanskému směrem k Radimi, k Hryzelům a k Posázaví, je patrná z rozlohy i kumulace osídlení. Stará Kouřim nám v době svého plného rozvoje představuje svérázný typ slovanského hradiště, jehož funkce vyžadovala opevnění enormní rozsáhlé plochy, rozčleněné ve tři hradní areály. Rozsahem 40 ha celkové plochy se řadí mezi největší česká hradiska a tím také mezi největší středoevropská slovanská hradiska vůbec. V plné míře s typem kouřimským souhlasí však jediné hryzelské hradiště. Zato hradisko ždánické, zatím bez dokladového materiálu, představuje starobylejší typ jednoduchého prstencového opevnění charakteru českobrodských hradisk typu klučovského. 

### Čertova brázda

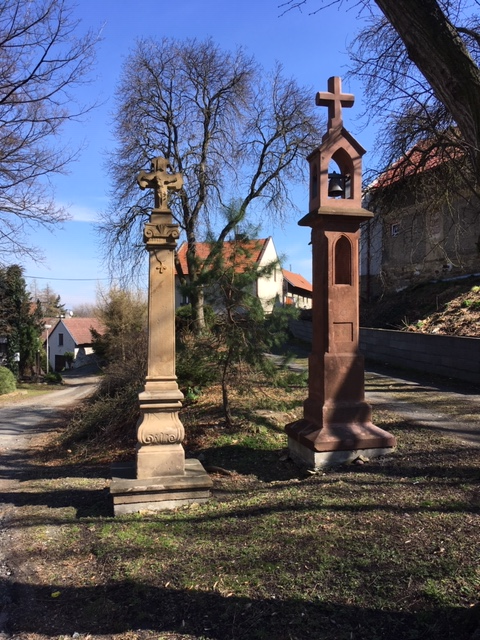
Zvonička a kamenný kříž

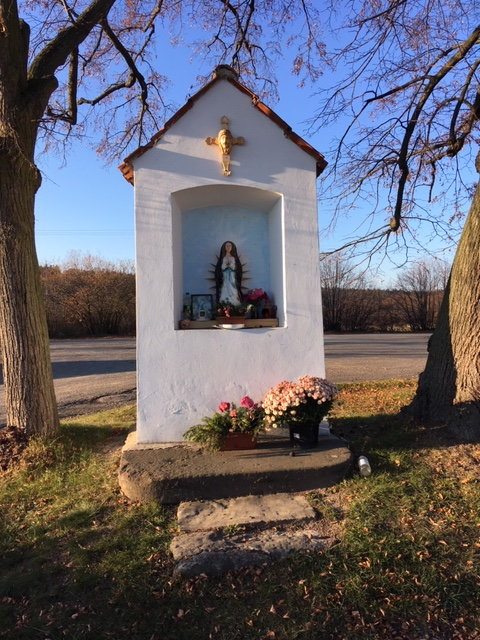
Kaple Panny Marie

Kopec Panák u Ždánic, dominanta kraje, byl původně zlickým slovanským sídlištěm. Pod ním se táhne bájná Prokopova Čertova brázda z Chotouně do Sázavy. Podle legendy ji vyoral čert, kterého do pluhu zapřáhl sv. Prokop. Jedná se o zemní linii dlouhou 21 km. Místy zřetelná horizontální prohlubeň, která je i na mapách označena jako Prokopova brázda, spojuje dva body světcova života. Začíná u velké mohyly v místě narození a končí v místě Prokopova usídlení a smrti, tedy kousek od jím založeného Sázavského kláštera. Odborné názory tvrdí, že není pouhým geologickým zlomem, ale je pokládána za lidské dílo. Cesta Čertovou brázdou bývala poutní, mnohdy byla uložena jako pokání hříšníkům. Dochoval se záznam o sedlákovi, jenž po sedm let chodil brázdou z Chotouně do Sázavy, aby odčinil nějaké provinění.
Už roku 1903 se ji pokusil systematicky prozkoumat jeden ze zakladatelů Podlipanského muzea v Českém Brodě Jozef Miškovský, neboť si uvědomil, že starobylá trasa nenávratně zaniká. Další průzkumy pak navázaly na myšlenku, že se nejedná o geologický útvar, ale o povrchový jev, jenž nenavazuje na zlomy v hlubších vrstvách hornin. Příkop o průměrné šířce kolem 14 metrů, s rovným dnem a šikmo se svažujícími stěnami, zahloubený 2 až 6 metrů pod úroveň terénu, který se táhl v délce 21 km přes kopce a údolí, jen s mírnými zatáčkami, ale v podstatě téměř po přímce, je tedy dílem našich dávných předků.
Tuto myšlenku potvrzuje i vedoucí archeologického výzkumu na Staré Kouřimi Miloš Šolle: Na přírodní terénní zlom, oddělující dvě nestejně vysoká krajinná pásma navazuje od Lipan k Chotouni terénní rýha tzv. Čertova brázda, která však bezprostřední odůvodnění v geologickém podloží nemá, a u níž lze myslit na opatření komunikační na případnou cestu nebo vymezující příkop, jehož funkci však nelze určit. Od Staré Kouřimi na severovýchod nastupuje zcela odlišná krajinná oblast labské roviny.
Před několika lety[kdy?] se archeolog Jiří Bernat a badatel Milan Štědra rozhodli, že všechny dochované úseky Čertovy brázdy detailně prozkoumají. Autem i pěšky asi rok křižovali toto rozlehlé území. Navázali tak na výzkum, který před více než sto lety uskutečnil Jozef Miškovský – významný novinář, spisovatel a historik z Českého Brodu. Ten brázdu procházel společně s vojenským topografem Hanušem Kuffnerem. Spolu vytvořili mapu brázdy a došli k závěru, že muselo jít o dávnou komunikaci.

### Drobné památky
- Zvonička byla zhotovena z červeného nučického pískovce roku 1898.
- Kaplička Panny Marie postavená roku 1841 a opravená v roce 1882

## Turistika

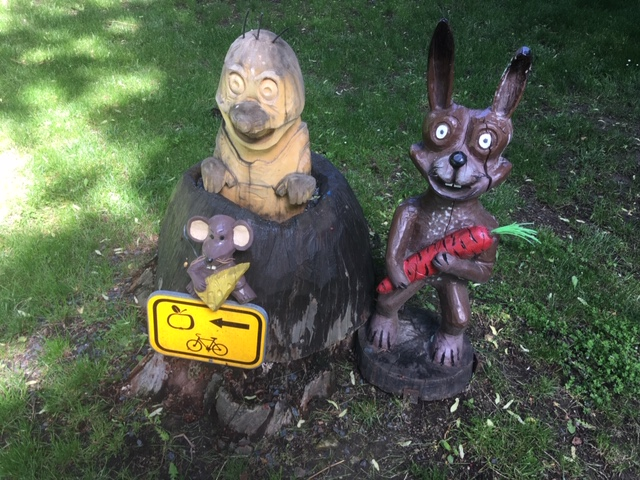
Ovocná stezka

Ždánice jsou součástí Středočeské ovocné stezky, která vede mírně zvlněným okrajem Polabské nížiny mezi Kolínem a Českým Brodem. Trasa měří celkem 72 km, je vedená po polních cestách a silnicích převážně III. třídy a je značena žlutým dopravním značením pro cyklotrasy s logem stezky. Ovocná stezka vede podél udržovaných sadů a míst, kde lze na podzim ochutnat ovoce, mošty nebo křížaly. 

## Osobnosti
- František Jelínek (7. prosince 1860 Červené Pečky – 23. července 1941 Ždánice) – učitel, odborný publicista, redaktor časopisů Přítel lidu a Jaro mládí, autor První národní čítanky, autor kroniky
- František Košťál (19. července 1881 Ždánice – 31. prosince 1929 Praha) – národohospodář a učitel ekonomie na obchodních školách a akademiích v Chrudimi, Kolíně, Plzni a Praze, od roku 1920 profesor soukromé ekonomiky a průmyslu na Vysoké škole obchodní v Praze, autor řady středoškolských a vysokoškolských učebnic a odborných publikací